# 集量論
『集量論』（梵: Pramāṇa-samuccaya, プラマーナ・サムッチャヤ）は、中世初期のインド大乗仏教唯識派の論理学者・認識論者である陳那（Dignāga, ディグナーガ）の主著であり、陳那の認識論的業績の中心的論書であり、仏教教義に沿って知識の確実性を論究しようとした。この論書によって、仏教としての認識論・論理学（因明）が完成したとみられている。
原題は、「プラマーナ」（pramāṇa）が「量」、「サムッチャヤ」（samuccaya）が「集」、合わせて「集量論」となる。
本文は偈頌と長行の典型的なインド哲学の論書の形態をとり、6章の構成となっている。
『集量論』は、玄奘によって中国に持ち込まれたことは判明しているが漢訳されず、後に義浄によって漢訳されたことが判明しているが、すぐに散佚してしまっている。現在、2種類のチベット訳によって伝わっているのみである。ただ、現在この集量論のきわめて詳細な註釈（ジネードラブッディのPramāṇa-samuccaya-Ṭīkā）の梵本写本の校訂が進められており、同時に梵本の想定作業も進行している。現代語訳としては、まとまったものとして服部正明による第1章全体の英訳、北川秀則による第2，3，4，6章のそれぞれ自説部分の和訳、Hayesによる5章の英訳があるが、部分的な英訳、和訳などもいくつかの論文に見ることができる。

## 内容

### 第1章 現量
知識には、直接知覚（現量）と推論論証（比量）の2つの手段しかない（2量説）ことが宣言される。これは、知識の確実性を論究される対象が、自相（具象:sva-lakṣaṇa）と共相（抽象:sāmānya-lakṣaṇa）の2つしかないから、その判断基準（量）もまた2つしかあり得ない、とするのである。
陳那は、ここで古来から仏陀などの言葉であるから正しいとする判断基準（聖教量）を否定するのである。
現量とは、分別（kalpanā）を離れた知識である。分別とは、名／言葉（nāma）と種/普遍（jāti）等と相応することである。よって、この知識は自相を対象（境:viṣaya）とするものであり、言葉にすることはできず、感覚認識されたものはユニークである。そして、この直接知覚の確実性を保証する理論として自己認識(svasaṃvedana)の理論を導入する。
この章は、前半がこうした陳那の知覚説の説明に当てられ、後半が先行する仏教認識論（世親の作と見なされる「論軌」）、バラモン系哲学諸派（ニヤーヤ。サーンキヤ、ミーマーンサー、ヴァイシェーシカ、チャールヴァーカなど）の批判に当てられている。以下、批判している対象に若干の相違があるものの2〜4章でも同様な構成がなされている。

### 第2章 為自比量
比量（推論論証:anumāna）に2種あり、為自比量（sva-artha-anumāna）と為他比量（para-artha-anumāna）である。為自比量とは、三相の因によって知識を観察することである。
1. 遍是宗法性（pakṣa-dharmatā）因は宗の主辞（前陳）に周遍すべきこと
2. 同品定有性（sapakṣa-sattva）因は宗の賓辞（後陳）と同類のものの中になければならない
3. 異品遍無性（vipakṣa-vyāvRttitva/asattva）因は宗の賓辞と矛盾するものに決して存在してはならない

### 第3章 為他比量
為他比量とは、みずから観察したものを教示することである。知識がみずからに生じ、三相によって確実性が確認された時、他人にそれを説示して、同じ知識を生じさせようとするものである。
この因の三相説によって、それまで正理が五支作法によって表されてきたものを、陳那は三支作法としたのである。つまり、陳那は、三支作法の因・喩が因の三相に対応するものと捉え、因が遍是宗法性に、同喩と異喩がそれぞれ同品定有性、異品遍無性に対応するものとした。さらに、陳那は、因の三相説に基づいて、正しい因と誤った因(hetvābhāsa)を区別するチェックリストとも言うべき九句因(hetucakra)を創設した。陳那以後、とくに中国で五支作法が省略されて、三支作法となったと考えることが多いが、これはまったく陳那の説を理解していない、といい得る。
宗 - 声は無常なり
因 - 所作性なるが故に
同喩 - およそ所作なるものは無常なり。瓶等の如し
異喩 - およそ無常ならざるものは所作ならず。虚空の如し
このように、作られたものは無常であることが知られているので、仏陀の言葉も無常であり、それが量としては不完全であることを示す論証となっている。

### 第4章 喩・似喩
この章は、第3章の補遺的な位置づけの章であり、第3章が三支作法の中でも宗・因を中心的に論じたのに対し、第4章では喩に関する議論をおこなっている。とくに同喩と異喩について、その論理的内容を吟味し、両者の論理的関係を明らかにしようとした点（その結果はしばしば対偶の関係と言われるが、西洋の古典論理学に当てはまる部分と当てはまらない部分があり今後の検討を要する）は特筆すべきである。また、ここで、喩の形式に関して限定辞eva(「だけ・こそ」の意の小辞)を導入することで、形式論理学の言う量化の概念に近いものを確立した。この限定辞による喩の新たな定式化は後の遍充(vyāpti)の概念へとつながっていく（遍充そのものが陳那によって確立されたかどうかについては今後の文献研究に待たねばならぬが、彼には失われた著作の一つに因門(Hetumukha)というものがあったとされ、その断片とされるものによれば明らかにこの概念が用いられている）。

### 第章 観離
言語的知識の対象が他の多くのインド哲学諸派の説く普遍(saamāmya/jāti)ではなく、他者の排除(anya-apoha)であるとする。この他者の排除は、普遍のような恒常な実体を認めない仏教の立場において、どう人間の言語活動を説明するかという説明原理でもあり、同時に2〜4章で説かれた比量の因の機能と通じるものでもある。ここで、陳那は知識の確実性を求めるためには、譬喩量を除くことを結論としている。

### 第6章 過類
ここで、主にニヤーヤ学派などによって唱えられてきた論理的な過誤(過類/jāti)に対して論究し、それらが陳那の体系の中に組み入れられるべきものであることを述べている。

## 陳那以後
陳那以後の因明研究者である法称（Dharmakīrti）は、この集量論の解説と拡張をしながら、『知識批判書』（pramāṇa-vārttika）を著わした。